# Sylwester Braun

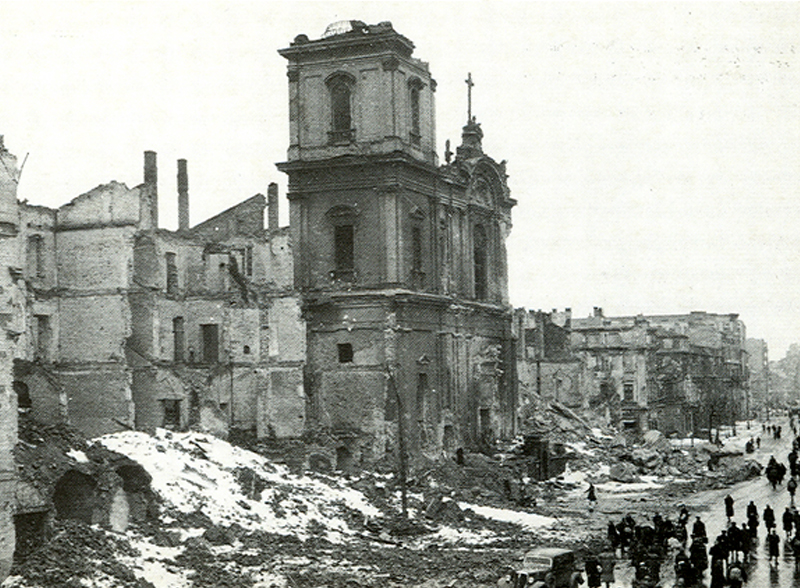
Kostel svatého kříže po válce, Krakowskie Przedmieście, Varšava, 1945

Sylwester Braun pseudonym "Kris" (1. ledna 1909 Varšava – 9. února 1996 tamtéž) byl polský fotograf a voják Zemské armády, známý svými fotografiemi dokumentujícími Varšavské povstání.

## Životopis
Narodil se jako syn Andrzeje a Rozálie rozené Chabalewské , absolvoval katedru geodézie Technické univerzity ve Varšavě, pracovník Úřadu městského plánování, voják Vojenské organizace „Vlci“, poté ZWZ - AK. Známý jako tvůrce fotografií dokumentujících události německé okupace a Varšavského povstání. Byl fotoreportérem působícím jako vojenský polní zpravodaj (PSW).Do fotooddělení Informačního a propagačního úřadu domácí armády nastoupil až v prvních dnech povstání. Nebyl tedy vycvičen jako válečný fotoreportér. Ze všech jeho fotografií se dochovaly pouze ty, které dokumentují Varšavské povstání. Pořídil jich asi 3000, dochovalo se 1520. Ve svém bytě na ulici Kopernika 28 měla dílnu a laboratoř. Nejčastěji fotografoval v oblasti Śródmieście. Sériové focení je pro jeho tvorbu charakteristické – většinou nesnímal jednotlivé fotky. Ukázal drama vzestupu a zániku města pomocí těch nejjednodušších prostředků – všechny fotografie jsou pořízeny pomocí Leica Standard na 35mm filmy Agfa. Varšavu opustil po kapitulaci 6. října. Utekl z transportu do zajateckého tábora, v lednu 1945 se vrátil do hlavního města sesbírat ukryté negativy.Odešel do Švédska a v roce 1964 do Spojených států.V roce 1981 daroval archiv povstaleckých negativů varšavskému muzeu.
Zemřel ve Varšavě 2. února 1996 ve věku 87 let. Odpočívá na hřbitově Powązki ve Varšavě (sekce 27, řada 6, hrob 1).
Byl oceněn mj. velitelským křížem Řádu za zásluhy Polské republiky (26. července 1994) za vynikající zásluhy v boji za nezávislost Polské republiky v činnosti polské komunity a veteránů.

## Publikace
- Reportáže z Varšavského povstání, Varšava 1983, ISBN 8303000888

## Fotogalerie Sylwestera Brauna z Varšavského povstání

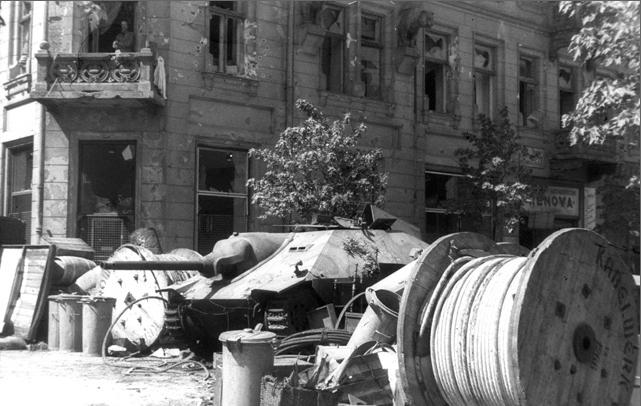
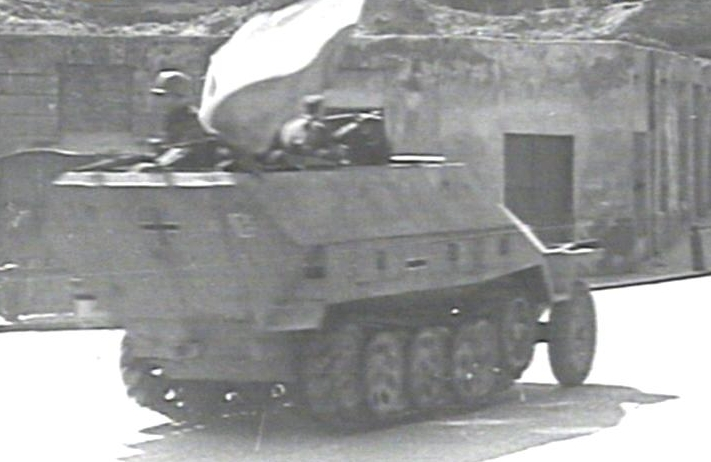
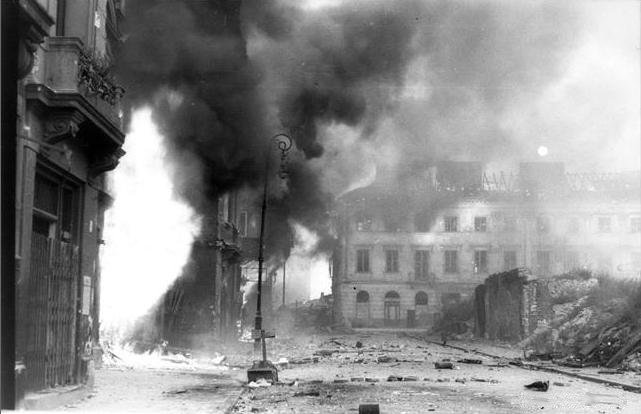
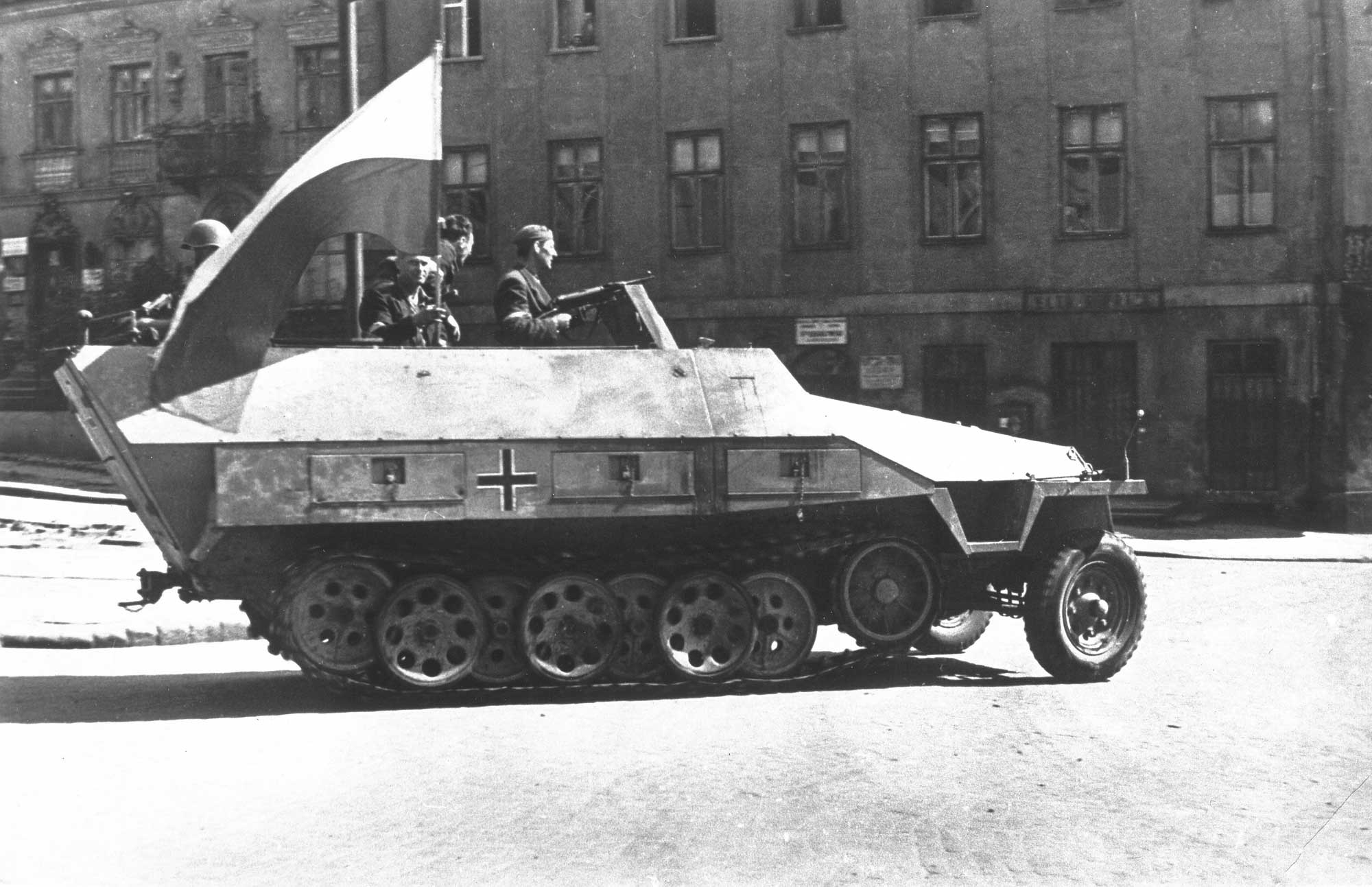
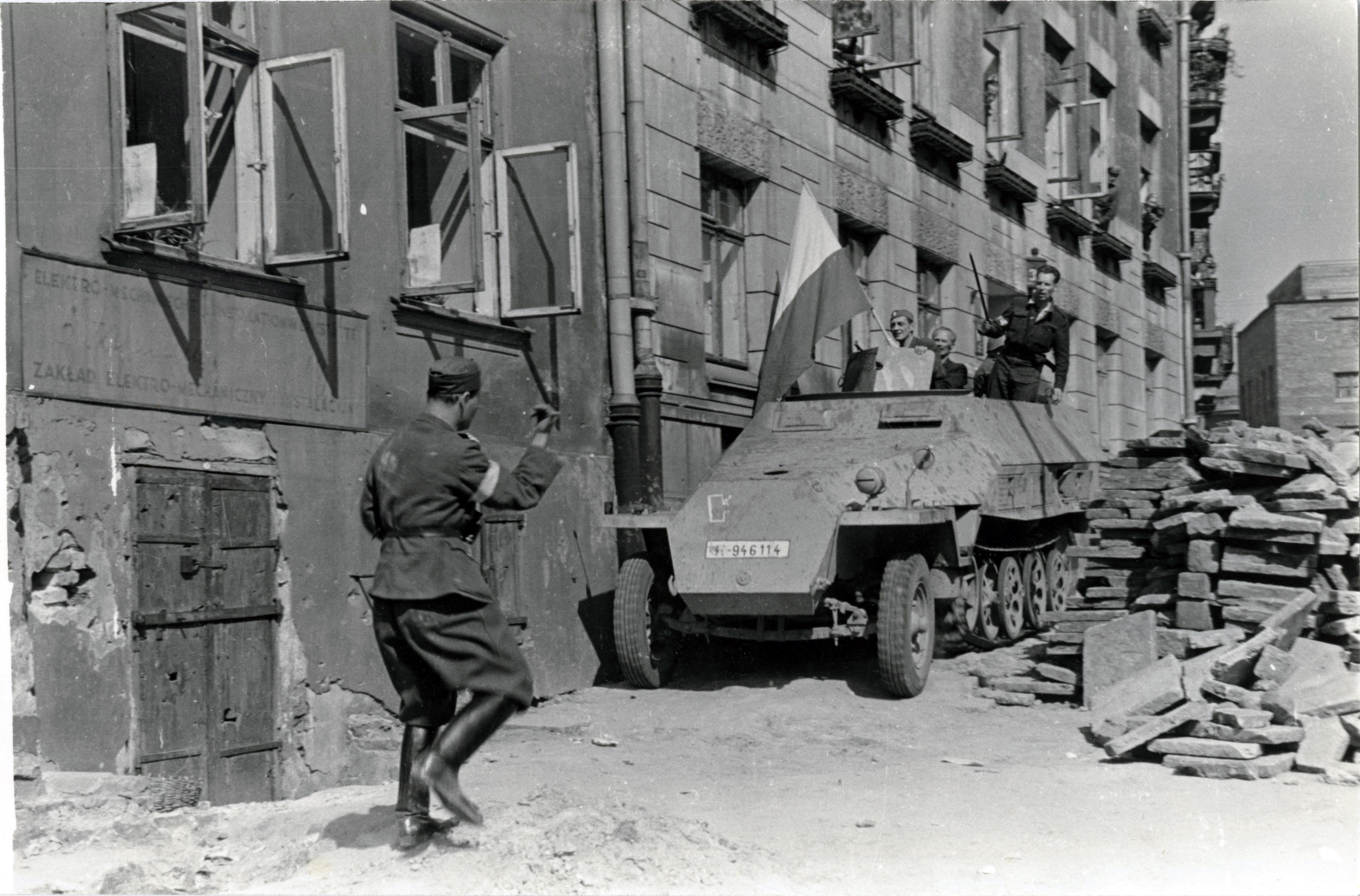
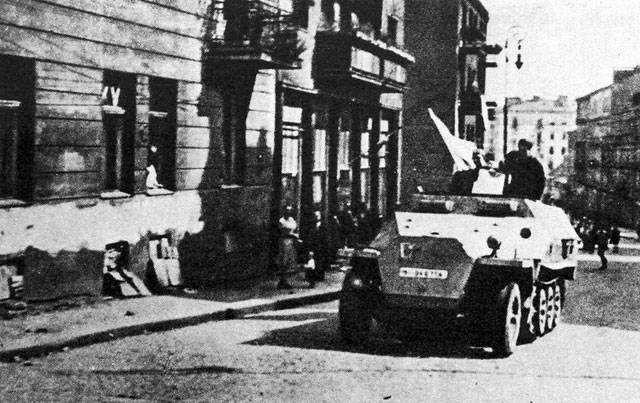
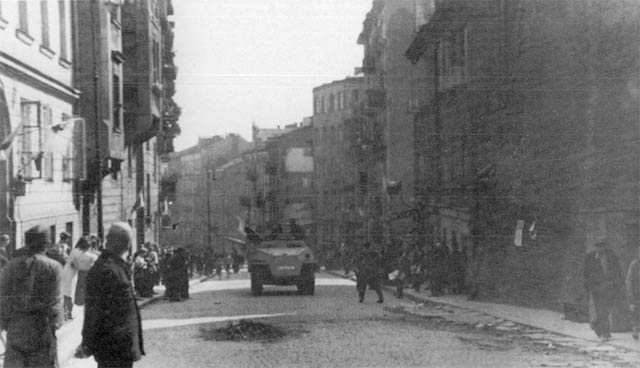
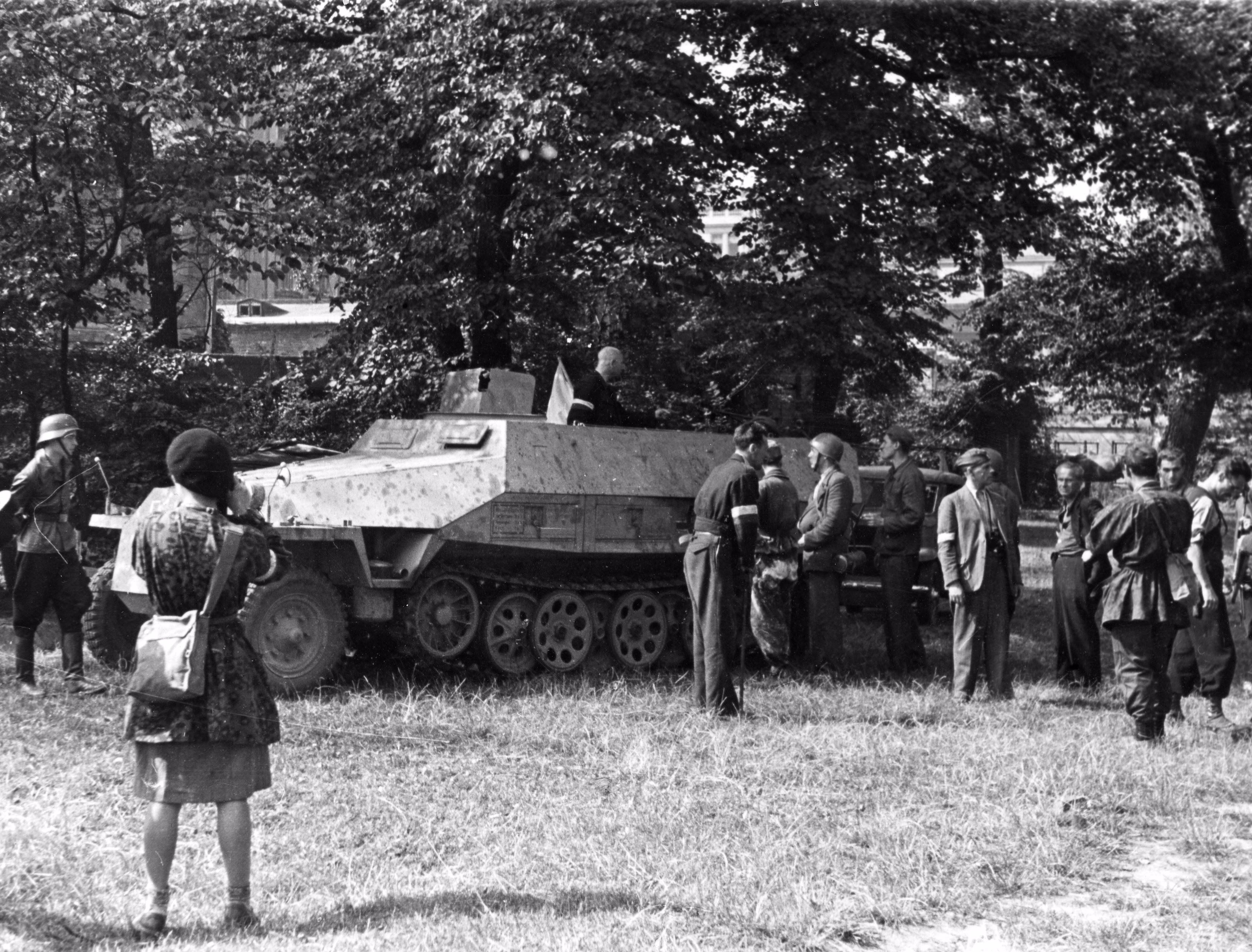
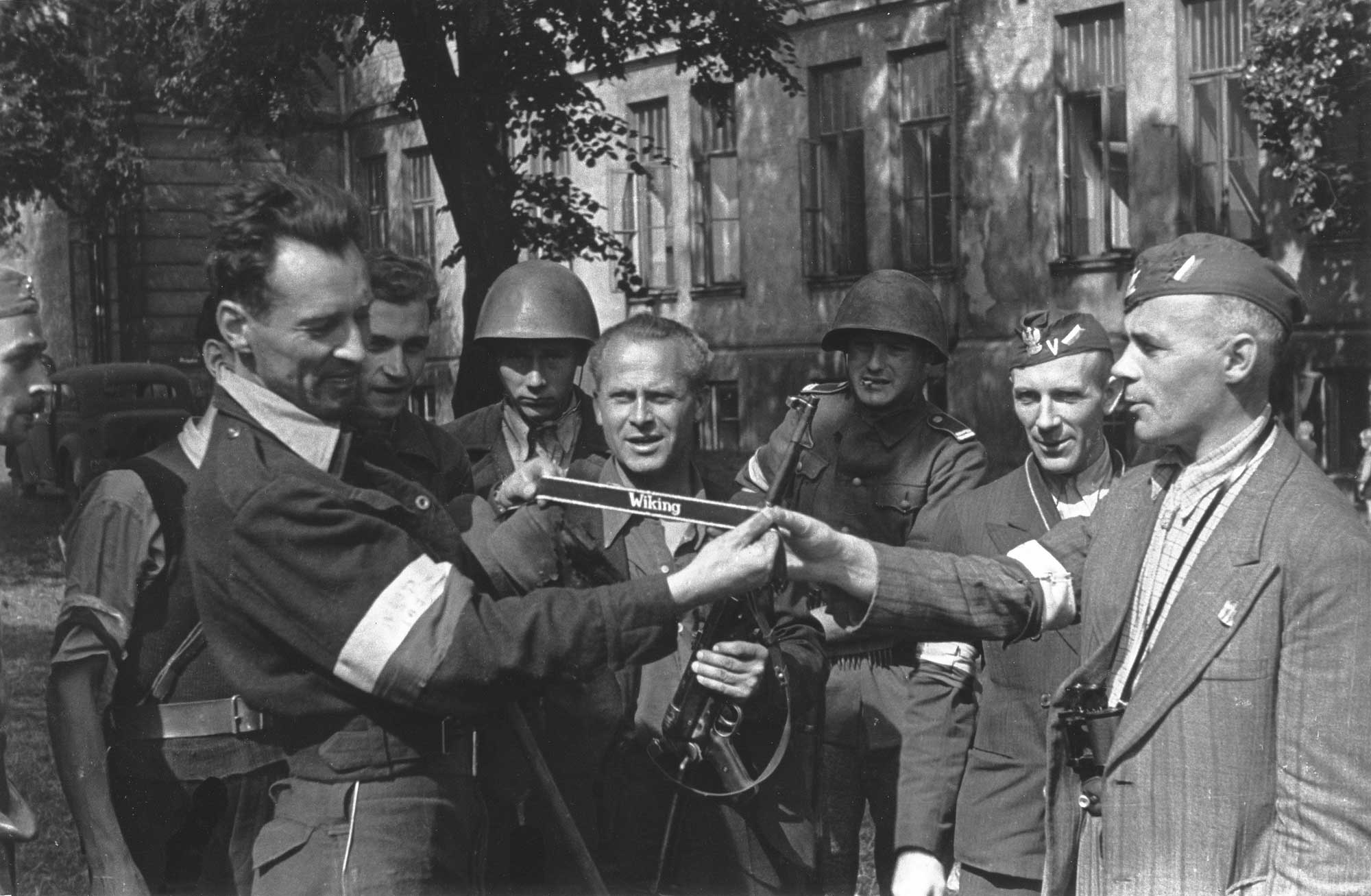
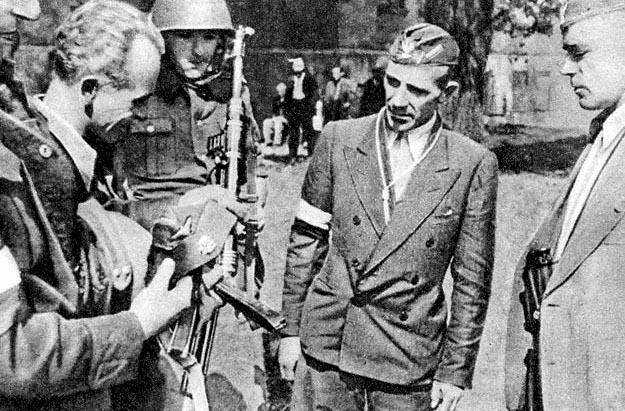
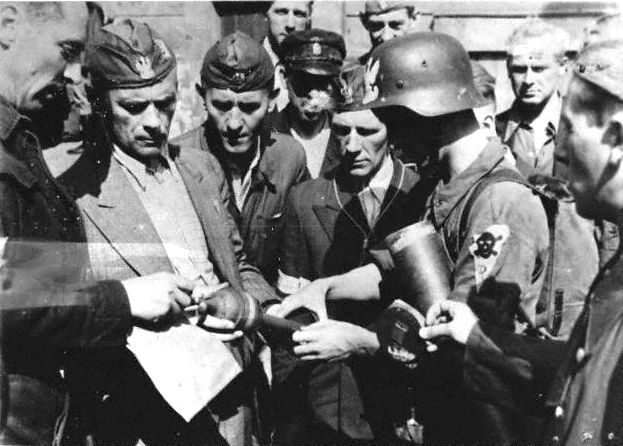
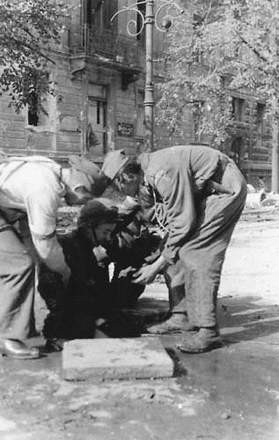
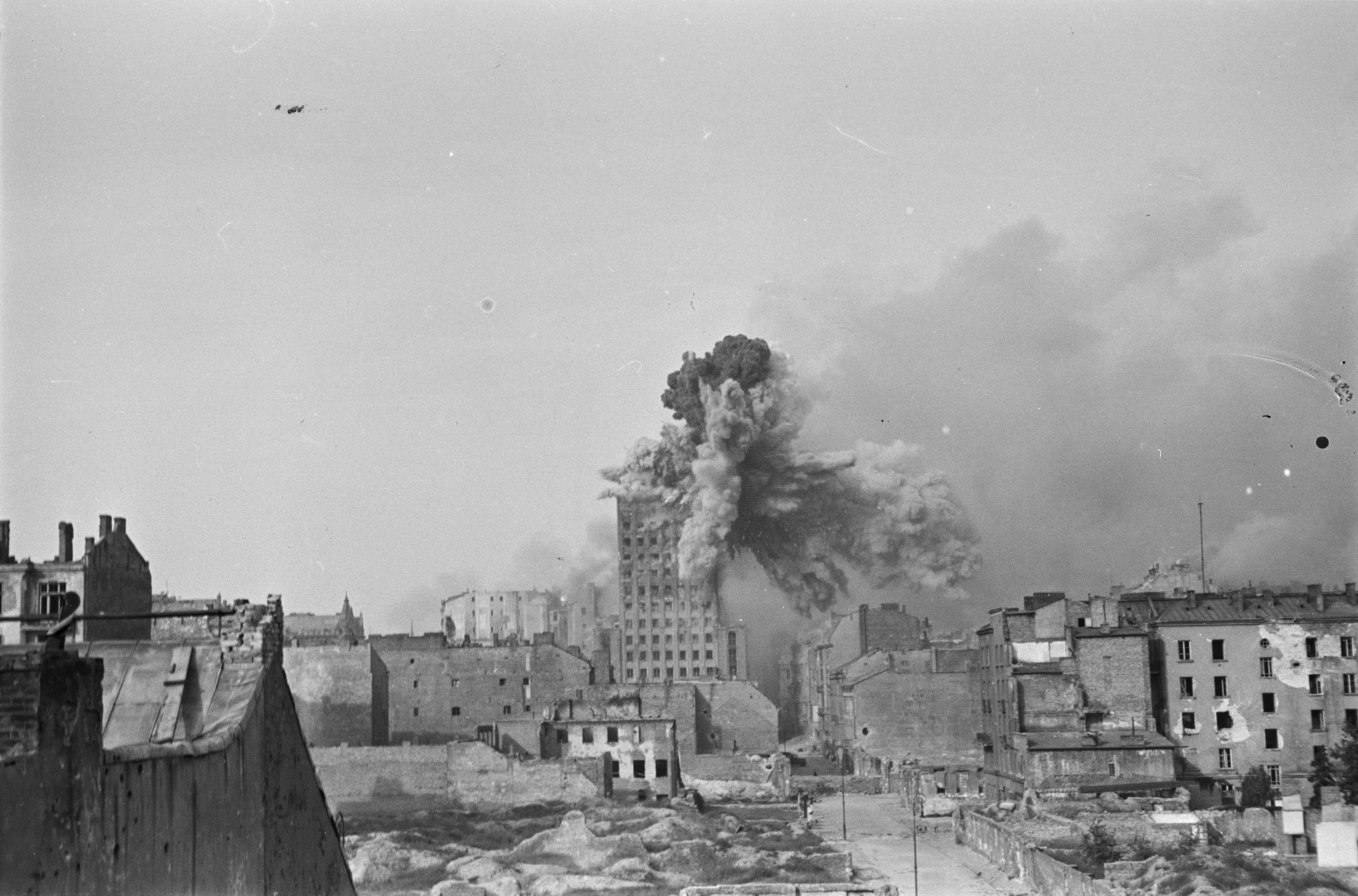
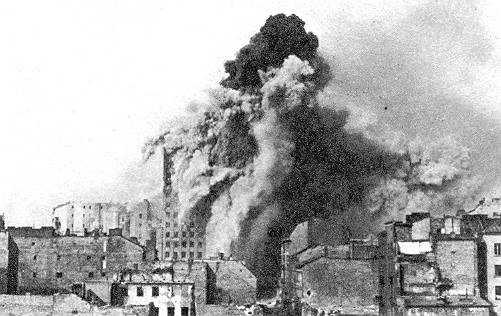
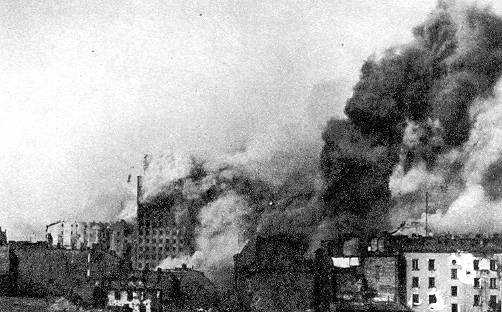
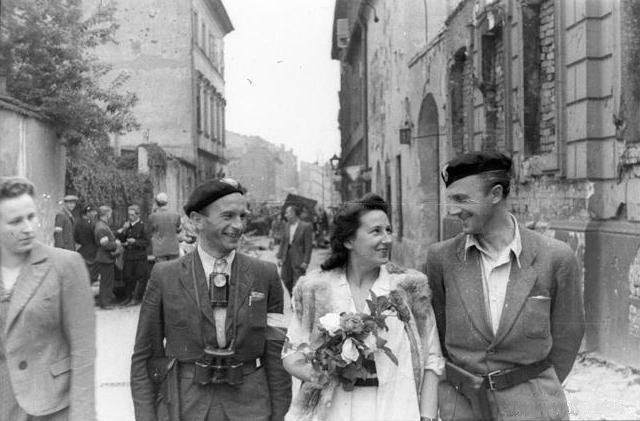
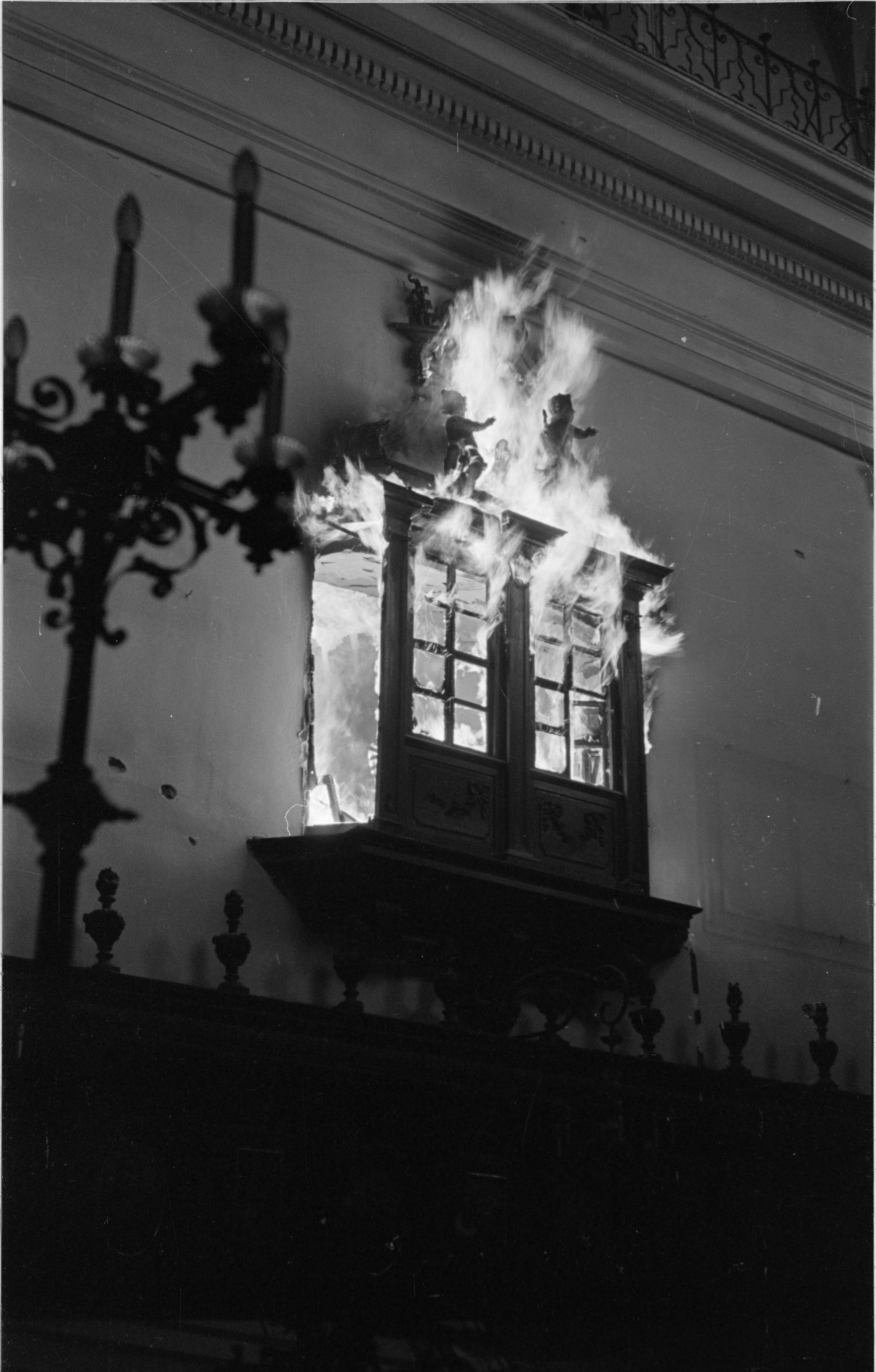
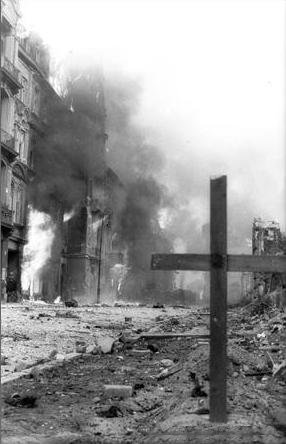
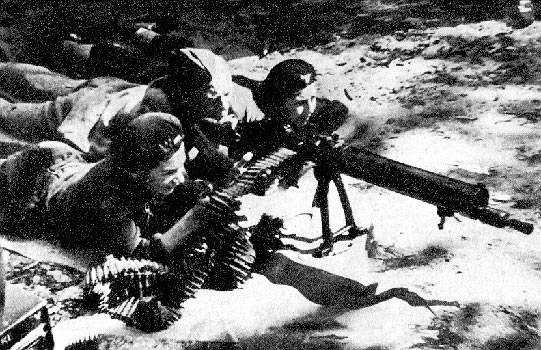
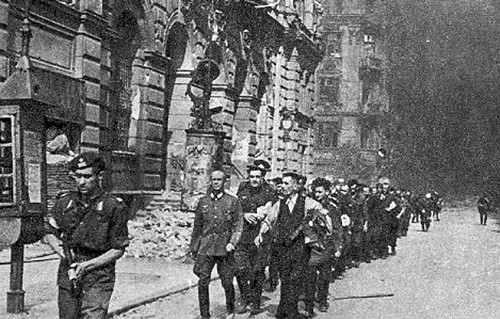
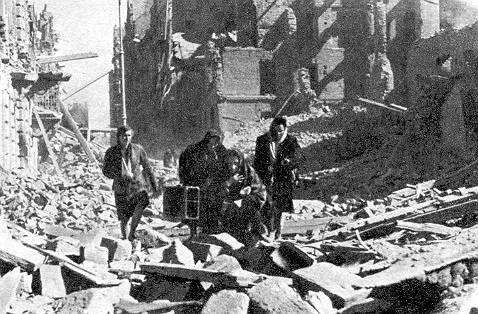
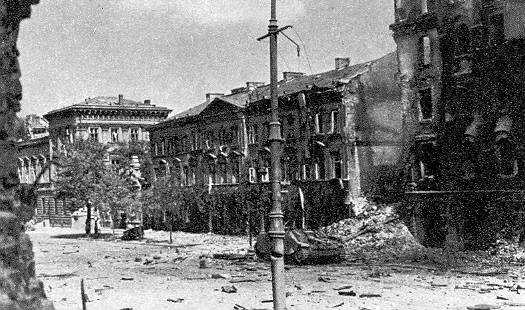
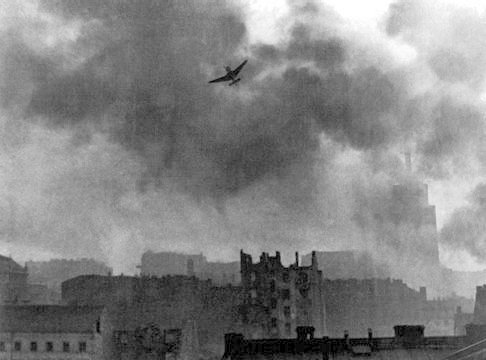